# Hyperinflatie in de Weimarrepubliek

Waardeontwikkeling papiermark van begin 1918 tot eind 1923

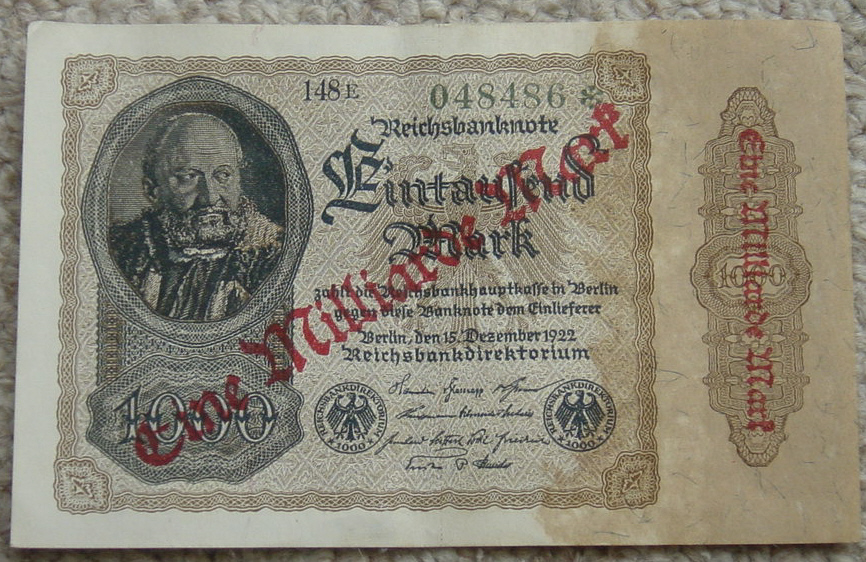
Een bankbiljet van 1000 mark gedateerd 15 december 1922 met een overdruk uit 1923 met “1 miljard mark”

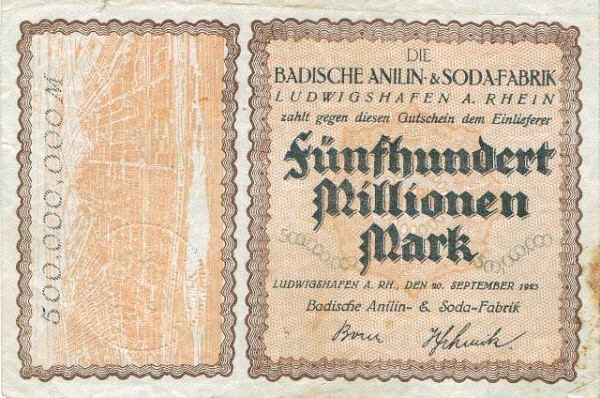
Noodgeld uitgegeven in 1923 door het chemiebedrijf BASF

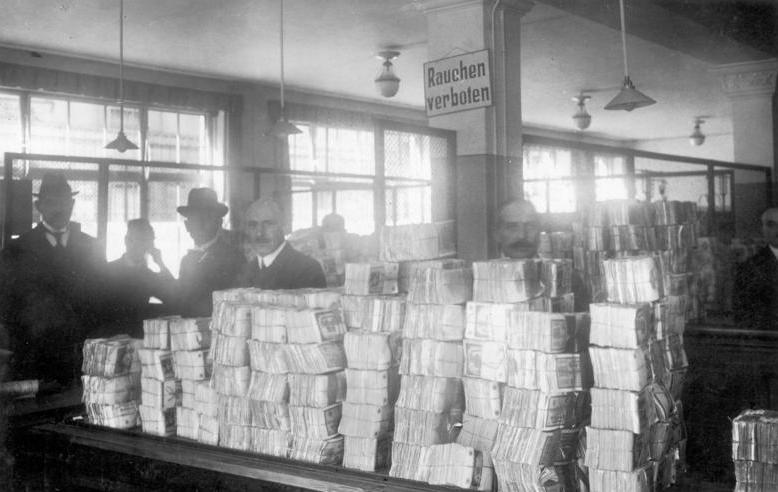
Stapels bankbiljetten in een bankkantoor (oktober 1923)

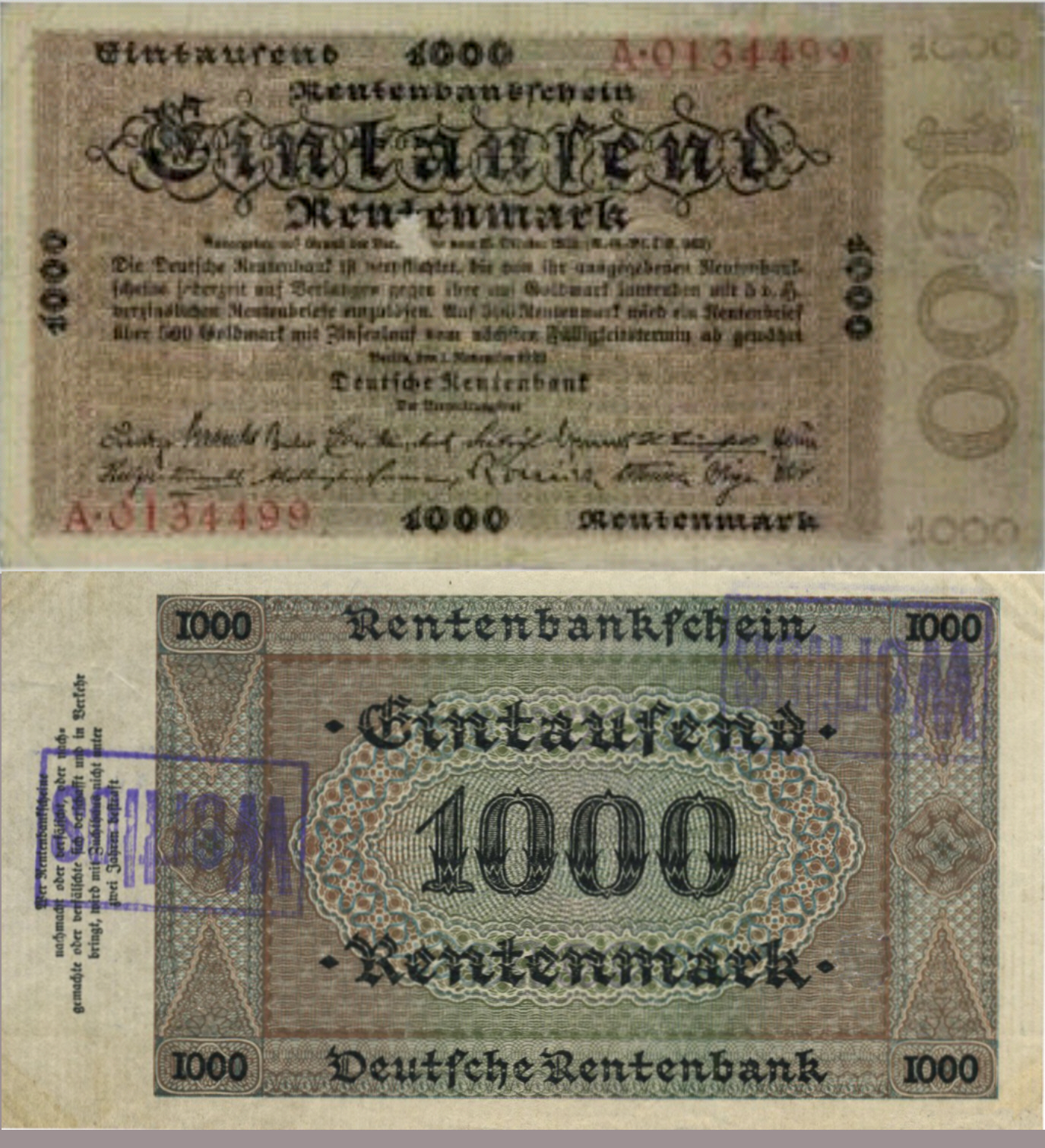
1000 Rentenmark biljet

Tussen 1921 en 1923 heerste er hyperinflatie in de Weimarrepubliek. De Duitse papiermark kelderde in waarde en leidde tot armoede onder de bevolking, interne politieke instabiliteit en de bezetting van het Ruhrgebied door Frankrijk en België.

## Aanloop
Bij het uitbreken van de Eerste Wereldoorlog schortte Duitsland de gouden standaard op. De Duitse keizer Wilhelm II en het parlement namen unaniem het besluit om de oorlog te financieren door geld te lenen. De regering verwachtte de oorlog te winnen en dan konden de schulden worden terugbetaald door de annexatie van buitenlandse bezittingen en herstelbetalingen.
Duitsland verloor de oorlog en de nieuwe Weimarrepubliek werd verantwoordelijk voor de rentebetalingen en aflossingen van de oorlogsschulden. Dit probleem werd verergerd door het Verdrag van Versailles, hierin was vastgelegd dat Duitsland herstelbetalingen moest doen aan de Entente. De hoogte van de schadeloosstelling was nog niet bepaald en ook niet de termijn waarbinnen Duitsland deze moest betalen. Duitsland had nog het voordeel dat de meeste strijd was geleverd op het grondgebied van België, Frankrijk en Rusland. Het had zelf weinig directe oorlogsschade en de industriële infrastructuur was redelijk intact.
Na het tekenen van het verdrag nam de inflatie sterk toe. Vanaf juli 1919 tot februari 1920 vervijfvoudigden de prijzen en in deze korte periode waren de Duitse spaartegoeden al met meer dan 90% in waarde gedaald.
De regering kwam in actie om de inflatie in te dammen. In maart 1920 kwam de minister van Financiën Erzberger met een plan om de staatsinkomsten te vergroten door de belastingen te verhogen en kreeg het land ook meer mogelijkheden invoerrechten te heffen. Door de onderdrukking van de Kapp-putsch werd een bedreiging van de politieke stabiliteit weggenomen. Het was een geloofwaardig en effectief programma om het begrotingstekort weg te werken. De inflatie daalde scherp, er volgde zelfs een korte periode van deflatie in het 2e kwartaal van 1920 waarna de prijzen zich stabiliseerden voor een jaar. Erzberger had zich met zijn belastingverhoging niet populair gemaakt en hij kwam om bij een aanslag op zijn leven op 26 augustus 1921.
In april 1921 werden de herstelbetaling bepaald op 132 miljard goudmarken, dit is ongeveer gelijk aan 47.000 ton goud. Jaarlijks moest het land twee miljard goudmarken plus 26% van de waarde van haar export voldoen in goud of vreemde valuta, een groot bedrag want in 1910-1913 lagen de overheidsuitgaven rond de vijf miljard goudmarken op jaarbasis. Duitse protesten werden genegeerd en in juni 1921 werd de eerste termijn betaald. Omdat de eigen papiermarken niet werden geaccepteerd als herstelbetaling was het land gedwongen vreemde valuta op de markt te kopen. Door marken bij te drukken werd dit probleem enigszins verzacht maar dit leidde tot een forse daling van de wisselkoersen. Medio 1921 was de wisselkoers gedaald naar 330 mark voor een Amerikaanse dollar. 
De problemen voor Duitsland werden enigszins onderkend en er volgden internationale conferenties om deze te bespreken, maar dit leidde tot niets. De inflatie begon sterk toe te nemen en de prijsindex steeg van 41 in juni 1922 naar 685 in december 1922. De wisselkoers kelderde verder naar 7400 mark per dollar in december 1922.

## Escalatie
De Duitse aanpak leidde tot hyperinflatie. Het beleid om geld te drukken om zo vreemde valuta te kopen kon niet langer doorgaan en in het najaar van 1922 staakte Duitsland de herstelbetalingen. In een reactie bezetten Franse en Belgische troepen in januari 1923 het Ruhrgebied, de belangrijkste industriële regio van het land. Met de bezetting wilden de Belgen en Fransen de herstelbetalingen afdwingen in goederen, waaronder steenkool dat in ruime mate voorhanden was.

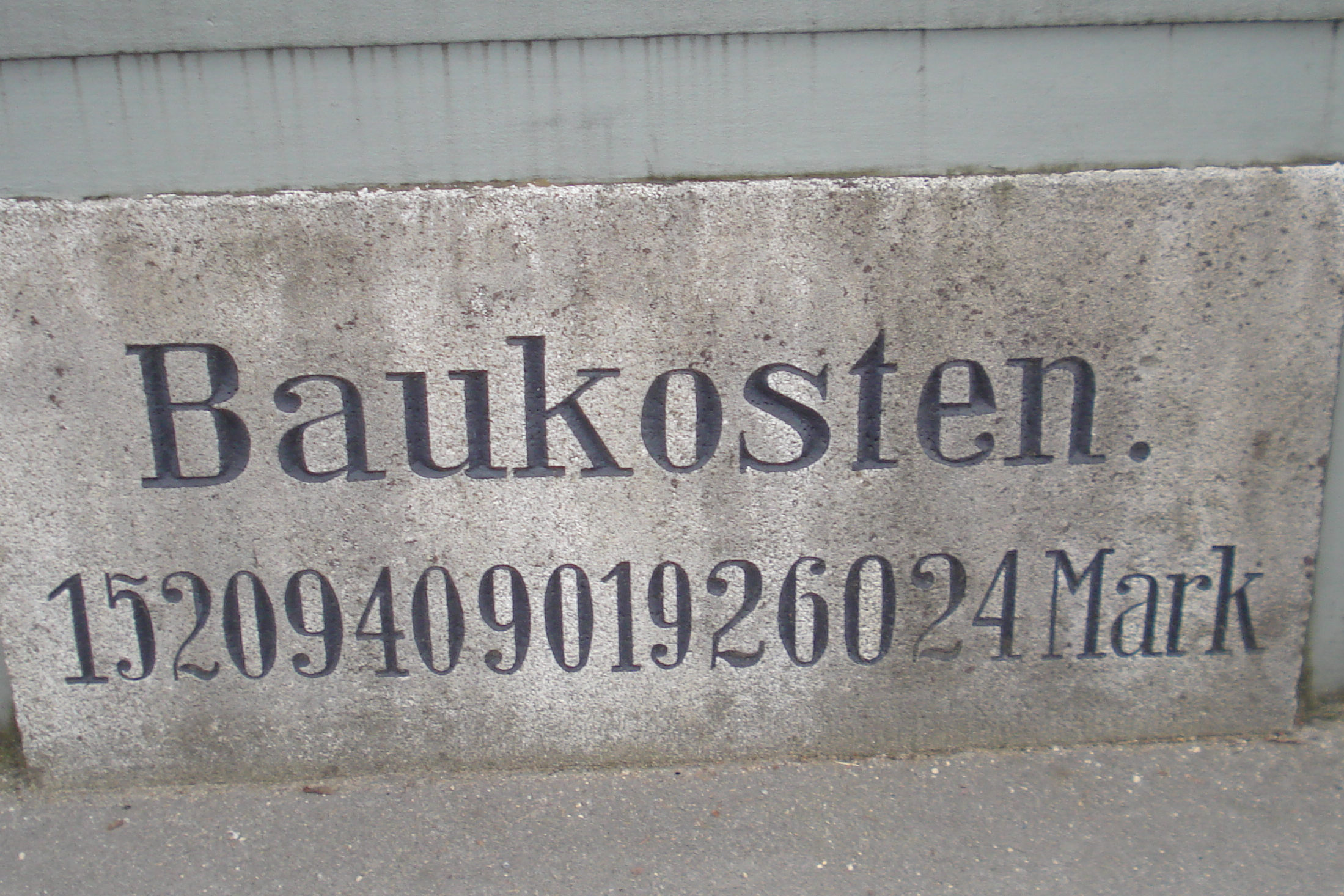
Prijskaartje van een in 1923 gebouwde brug bij Singen

Op de Ruhrbezetting reageerde de Duitse regering van rijkskanselier Wilhelm Cuno met passief verzet (Passiver Widerstand). De arbeiders in de regio werden opgeroepen niets te doen om de Fransen en Belgen te helpen. Het kwam in de praktijk neer op een algemene staking. De stakende arbeiders kregen financiële steun van de regering die nog meer bankbiljetten liet drukken wat de hyperinflatie verergerde. De devaluatie ten opzichte van de Amerikaanse dollar versnelde en in november 1923 was de wisselkoers voor een dollar zo’n 4,2 biljoen mark.
De hyperinflatie veroorzaakte enorme problemen voor de Duitse economie en het bankwezen. De werkloosheid steeg en de reële lonen kelderden. Begin 1923 werden nieuwe bankbiljetten van 1000 en 5000 mark niet uitgegeven, zij vertegenwoordigden nauwelijks enige waarde. Tegen het einde van het jaar kwamen ze toch in omloop met opdrukken van “1 miljard" en "500 miljard". De Kommunistische Partei Deutschlands (KPD) kreeg steeds meer aanhang en vormde een dreiging voor de regering. In augustus 1923 werd Gustav Stresemann kanselier en hij brak op 26 september de Ruhrstrijd af. De angst voor een politieke omwenteling was een belangrijke reden. De bewering van voormalig bondskanselier Cuno dat het land geen herstelbetalingen meer kon betalen, werd stilzwijgend aanvaard.
De Weimarrepubliek werd van een enorme financiële last verlost en kon nu werken aan een stabilisering van de valuta. Dit was ook een voorwaarde van de Entente voor nieuwe onderhandelingen over de herstelbetalingen die tot het Dawesplan hebben geleid. In de loop van 1924 verbeterden de economische omstandigheden en zo ook de politieke verhoudingen.

## Oplossingen
Voor een oplossing kon het land niet rekenen op buitenlandse hulp, behalve de tijdelijke staking van de herstelbetalingen. De regering heeft drie concepten bestudeerd:

- Een plan was de belasting te verhogen en vergaande kredietbeperkingen te implementeren om zo de groei van de geldhoeveelheid te vertragen. De papiermark bleef behouden maar de toevloed zou stoppen, waarmee de mark zijn waarde zou behouden.
- De herintroductie van de gouden standaard was een wens van de ondernemers. Zij wilden zo een stabiele wisselkoers bewerkstelligen om zo hun exporten te verhogen. Dit plan kreeg de steun van Hjalmar Schacht en Rudolf Hilferding.
- De Duitse econoom en politicus Karl Helfferich stelde een nieuwe munt voor. Hij wilde geen goud gebruiken als onderpand, maar het onroerend goed in Duitsland.

Dit laatste plan, met aanpassingen door de minister van Financiën Hans Luther, werd uiteindelijk uitgevoerd. Het doel op lange termijn was echter om de gouden standaard opnieuw in te voeren.
Op 15 november 1923 werd de papiermark vervangen door de rentenmark, waarbij er twaalf nullen van de prijzen werden afgehaald. De president van de Reichsbank, Rudolf Havenstein overleed op 20 november 1923 en hij werd opgevolgd door Schacht. In het begin waren er veel te weinig bankbiljetten van de rentenmark beschikbaar, de oude papiermark bleef in omloop en op diverse plaatsen werd ook nog noodgeld geïntroduceerd. Op 30 november 1923 waren er 500 miljard rentenmarken in omloop, op 1 januari 1924 waren het er 1000 miljard en in en juli 1924 zo’n 1800 miljard. Ondanks de forse toename was dit voldoende om de waardeontwikkeling van de mark te stabiliseren.
Op 30 augustus 1924 werd de nieuwe Reichsmark geïntroduceerd, de waarde was gelijk aan die van de rentenmark. Tegen 1924 was één Amerikaanse dollar gelijk aan 4,2 Reichsmark. Door de hyperinflatie werden de economische en sociale lasten van de oorlog gedragen door de werknemers en de spaarders. In 1928 lag het reële loon pas weer op het niveau van 1913.

## Naslagwerk
- (en)  Steven B. Webb Hyperinflation and stabilization in Weimar Germany, Oxford University Press (1989) ISBN 0195252943